# Mama Qadeer
Abdul Qadeer Baloch, més conegut com Mama Qadeer, és un activista pels drets humans pakistanesa de la regió de Balutxistan.

## Activitat
L'any 2013 Qadeer va viatjar més de 2.000 quilòmetres des de Balutxistan fins a Islamabad juntament amb altres homes i dones balutxis per a protestar contra la desaparició de membres del seu grup ètnic. El seu propi fill, Jaleel Reki Baloch, havia estat trobat mort el 2012.
El març de 2015, a Qadeer se li va prohibir sortir del país des de l'aeroport de Karachi. Viatjava a Nova York per a participar en una conferència de drets humans per destacar la difícil situació delpoble balutxi.
El 9 d'abril de 2015, quan tenia previst fer una xerrada titulada «Unsilencing Balochistan» en un esdeveniment a la Universitat de Lahore, l'acte va ser cancel·lat a darrera hora per l'administració citant una ordre governamental com a motiu de la suspensió L'incident va anar seguit per protestes dels estudiants i del professorat contra la «censura acadèmica». Després de la cancel·lació, es va celebrar un esdeveniment amb el nom d'«Unsilencing Balochistan Take 2: In Conversation with Mama Qadeer, Farzana Baloch and Mir Mohammad Ali Talpur» al districte T2F de Karachi.
Més endavant, el setembre de 2015, Qadeer va poder sortir del Pakistan. Va visitar l'Índia el 2018. En una entrevista amb el canal de notícies indi Network 18 va demanar al govern indi que els proporcionés «armes, per a poder matar els seus enemics».